# Championnat du Pérou de football 1946
Navigation
Saison précédente Saison suivante
La saison 1946 du Championnat du Pérou de football est la dix-huitième édition du championnat de première division au Pérou. Les huit clubs participants sont regroupés au sein d'une poule unique où ils s'affrontent trois fois au cours de la saison. À la fin de la compétition, le dernier du classement est directement relégué et remplacé par le champion de Segunda División, la deuxième division péruvienne.
C'est le club d'Universitario de Deportes, tenant du titre, qui remporte à nouveau la compétition après avoir terminé en tête du classement final du championnat, avec un seul point d'avance sur le Club Centro Deportivo Municipal et quatre sur le duo Sport Boys-Sucre FC. C'est le 6e titre de champion du Pérou de l'histoire du club, qui devient à cet instant le club le plus titré du pays.

## Les clubs participants
| - Alianza Lima - Sport Boys - Sucre FC - Universitario de Deportes | - Atlético Chalaco - Club Centro Deportivo Municipal - Sporting Tabaco - Centro Iqueño |

## Compétition
Le barème utilisé pour établir le classement est le suivant :
- Victoire : 2 points
- Match nul : 1 point
- Défaite, forfait ou abandon : 0 point

### Classement
| Rang | Équipe                          | Pts | J  | G  | N | P  | Bp | Bc | Diff |
| ---- | ------------------------------- | --- | -- | -- | - | -- | -- | -- | ---- |
| 1    | Universitario de Deportes (T)   | 27  | 21 | 11 | 5 | 5  | 59 | 44 | +15  |
| 2    | Club Centro Deportivo Municipal | 26  | 21 | 11 | 4 | 6  | 54 | 39 | +15  |
| 3    | Sport Boys                      | 23  | 21 | 7  | 9 | 5  | 50 | 44 | +6   |
| 4    | Sucre FC                        | 23  | 21 | 7  | 9 | 5  | 35 | 36 | -1   |
| 5    | Alianza Lima                    | 21  | 21 | 8  | 5 | 8  | 51 | 44 | +7   |
| 6    | Atletico Chalaco                | 17  | 21 | 6  | 5 | 10 | 40 | 43 | -3   |
| 7    | Sporting Tabaco                 | 17  | 21 | 7  | 3 | 11 | 55 | 71 | -16  |
| 8    | Centro Iqueño                   | 14  | 21 | 4  | 6 | 11 | 36 | 59 | -23  |

|  | Champion du Pérou 1946                 |
|  | Relégation directe en Segunda Division |
|  | (T) : Tenant du titre                  |

## Bilan de la saison
| Championnat du Pérou de football 1946 |                                      |
| Champion                              | Universitario de Deportes (6e titre) |
| Promotions et relégations             |                                      |
| Promus en Primera División            | Ciclista Lima                        |
| Relégués en Segunda División          | Centro Iqueño                        |